# همه‌اش را خیلی خوب: فیلم کوتاه
همه‌اش را خیلی خوب: فیلم کوتاه (انگلیسی: All Too Well: The Short Film) فیلم کوتاه آمریکایی محصول ۲۰۲۱ در ژانر درام عاشقانه موزیکال به نویسندگی و کارگردانی تیلور سوئیفت، خواننده-ترانه‌سرای آمریکایی، است. این فیلم، اقتباس ترانهٔ از نظر انتقادی تحسین‌شدهٔ «همه‌اش را خیلی خوب» (۲۰۱۲) است و داستان آن در پس‌زمینهٔ نسخهٔ ۱۰ دقیقه‌ای این ترانه که در سال ۲۰۲۱ منتشر شد جریان دارد. سیدی سینک و دیلن اوبرایان نقش دو معشوقه را بازی می‌کنند که رابطه پر فراز و نشیب آن‌ها در حالی که با اختلاف سنی همراه است، سرانجام فرو می‌پاشد. سوئیفت از آثار باربارا استانویک، جان کاساوتیس و نوآ بامباک به‌عنوان منبع تأثیر هنری بر این فیلم یاد کرده است.
این فیلم که به‌وسیلهٔ تیلور سوئیفت پروداکشنز و سال پراجکتز تولید شد، در ۱۲ نوامبر ۲۰۲۱ به‌وسیلهٔ یونیورسال پیکچرز در سینماهای منتخب و به‌وسیلهٔ پلی‌گرام و ریپابلیک رکوردز در یوتیوب به همراه دومین آلبوم مجدداً ضبط‌شدهٔ سوئیفت، سرخ (نسخه تیلور)، منتشر گردید. پس از مراسم افتتاحیهٔ همه‌اش را خیلی خوب: فیلم کوتاه در سینماهای ای‌ام‌سی در میدان لینکلن شهر نیویورک، این فیلم اکران محدودی در سینماهای شهرهای مطرح و همچنین نمایش‌های ویژه‌ای در جشنواره‌های فیلم ترایبکا و تورنتو ۲۰۲۲ داشت. این فیلم مورد تحسین منتقدان قرار گرفت و از کارگردانی سوئیفت به‌عنوان نخستین کار فیلم‌سازی و همچنین بازیگری، فیلم‌نامه، درام و محتوای تولیدی تقدیر شد.
این فیلم جایزه‌ها و نامزدی‌های متعددی را از سازمان‌های موسیقی و فیلم به دست آورد، از جمله یک جایزه موسیقی آمریکا، یک جایزه گرمی، یک جایزه انجمن منتقدان هالیوود، و یک جایزه انجمن کارگردانان هنری؛ در جوایز ویدئو موسیقی ام‌تی‌وی ۲۰۲۲، این فیلم برنده ویدئو سال و بهترین کارگردانی شد و سوئیفت به نخستین هنرمند در تاریخ وی‌ام‌ای تبدیل گردید که برای یک اثر به‌کارگردانی خود، برندهٔ جایزهٔ بهترین کارگردانی می‌شود.

## خلاصه داستان
همه اش را خیلی خوب: فیلم کوتاه با یک نقل قول ادبی از شاعر شیلیایی پابلو نرودا شروع می‌شود: «عشق بسیار کوتاه است، فراموش کردن آنقدر طولانی است.» این فیلم رابطه دو عاشق محکوم به فنا، آن مرد و آن زن را روایت می‌کند که با فاصله سنی ترکیب شده است. آهنگ ۲۰۲۱ تیلور سوئیفت، خواننده و ترانه‌سرا آمریکایی، «همه اش خیلی خوب (نسخه ۱۰ دقیقه‌ای)» در طول فیلم پخش می‌شود، به جز در جریان درگیری دیالوگ بین آندو. این فیلم ۱۵ دقیقه‌ای در هفت فصل تقسیم می‌شود: «یک فرار از سطح بالا»، «اولین شکاف شیشه»، «واقعی هستی؟»، «نقطه شکست»، «ریلینگ»، «به یاد آوردن» و پایان‌نامه «سیزده سال گذشته» - که هر یک نشان دهنده یک دوره شکل‌گیری در رابطه آندو است.

## بازیگران
- سیدی سینک در نقش آن دختر
  - تیلور سوئیفت در نقش آن دختر، بعداً
- دیلن اوبرایان آن مرد[۲][۳]
  - جیک لیان در نقش آن مرد، بعداً
- شاون لوی در نقش پدر آن دختر